# Rotkehlkarakara
Der Rotkehlkarakara (Ibycter americanus, Syn.: Daptrius americanus) ist eine Vogelart aus der Familie der Falkenartigen und der Tribus der Geierfalken. Er ist der einzige Vertreter der damit monotypischen Gattung Ibycter. Die Art bewohnt überwiegend feuchte tropische und subtropische Wälder und Waldränder in Costa Rica und weiten Teilen Südamerikas. Rotkehlkarakaras sind bezüglich ihrer Ernährung hochspezialisiert. Hauptnahrung sind die Larven und Eier sozialer Wespen und – weniger bedeutend – Bienen, die ihre Nester freihängend in Bäumen errichten. Die Art gilt trotz einer erheblichen Arealverkleinerung seit Mitte der 1970er Jahre als ungefährdet.

## Beschreibung
Rotkehlkarakaras sind mittelgroße und schlanke, aber wenig elegant wirkende Vögel. Die recht langen Flügel sind ebenso wie der lange Schwanz an den Enden gerundet. Der Kopf ist klein und das Gesicht ist wie bei vielen Vertretern der Unterfamilie Polyborinae nackt. Der Schnabel ist recht klein und der Oberschnabel ist kaum gekrümmt, insgesamt ähnelt der Schnabel eher dem von Hühnervögeln. Die Beine sind kurz. 
Mit einer Körperlänge von 43 bis 56 cm und einer Spannweite von 96 bis 124 cm ist die Art etwa so groß wie ein Mäusebussard. Der reverse Geschlechtsdimorphismus hinsichtlich der Körpergröße ist bei dieser Art gering, Männchen erreichen im Mittel etwa 96 % der Körpermaße der Weibchen. Der Überschneidungsbereich bezüglich der Körpermaße zwischen den Geschlechtern ist daher groß. Männchen haben eine Flügellänge von 318–418 mm; Weibchen messen 331–420 mm. Bezüglich des Körpergewichts ist der Geschlechtsdimorphismus jedoch offenbar deutlich größer, Männchen wiegen 510–570 g; Weibchen 560–770 g.
Rotkehlkarakaras zeigen wie alle Vertreter der Polyborinae keinen Geschlechtsdimorphismus hinsichtlich der Färbung. Ausgefärbte (adulte) Vögel sind fast einfarbig glänzend schwarz. Nur Unterbauch, Beinbefiederung und Unterschwanzdecken sind dazu scharf kontrastierend weiß, außerdem sind die hinteren Kopfseiten grauschwarz gestrichelt. Das nackte Gesicht und die Kehle sind rot, die Wachshaut ist blaugrau. Die Beine sind orange-rot, die Krallen schwarz. Der Schnabel ist gelb mit mehr grauer Basis. Die Iris ist rotbraun bis rot. 
Jungvögel ähneln sehr den Altvögeln. Das Gefieder ist insgesamt weniger glänzend, das Gesicht ist blasser gefärbt und etwas stärker befiedert, die Strichelung an den Kopfseiten ist kaum vorhanden. Die Iris ist braun.

## Lautäußerungen
Die Rufe sind sehr laut und lärmend wie „äh-äh-äh-äooh“ oder laut kreischend und werden oft gleichzeitig von mehreren Mitgliedern einer Gruppe geäußert. Auf Entfernung erinnern die Rufe an einen Trupp Aras.

## Verbreitung und Lebensraum
Das Verbreitungsgebiet des Rotkehlkarakaras umfasst heute nur noch den Süden Costa Ricas und weite Teile des nördlichen Südamerikas; nach Südwesten reicht das Areal bis in den Süden Brasiliens. Die Art war bis Mitte der 1970er Jahre noch über weite Teile Mittelamerikas vom Südosten Mexikos bis Costa Rica und weiterhin im Süden und Westen Ekuadors verbreitet, die Nordgrenze der Verbreitung hat sich seitdem insgesamt um etwa 1500 km nach Süden verlagert. 
Die Art bewohnt überwiegend feuchte tropische und subtropische Wälder und Waldränder, benachbarte Plantagen und ältere Sekundärwälder. Lokal kommt die Art auch in trockenen Laubwäldern vor und im brasilianischen Cerrado bewohnen Rotkehlkarakaras auch die dichte Vegetation mit verkrüppelten Bäumen. Die Art kommt bis in 1500 m Höhe vor.

## Unterarten
Von manchen Autoren werden zwei bis drei Unterarten anerkannt, die sich jedoch nur in der Größe von der Nominatform unterscheiden und nach Ferguson-Lees und Christie wohl eher klinale Extreme dieser Nominatform darstellen.

## Wanderungen
Wanderungen sind nicht bekannt, die Tiere sind offenbar ganzjährig in ihren Revieren präsent.

## Jagdweise und Ernährung
Die Nahrungssuche erfolgt meist in Gruppen, die die unteren Wipfelbereiche der Bäume und die unteren und mittleren Baumschichten absuchen, während ein oder zwei Vögel vermutlich als Wächter weiter oben in den Bäumen bleiben. Die Tiere werden dabei häufig von anderen Vogelarten begleitet, zum Beispiel von Papageien, Tukanen, Spechten, Kotingas und Stirnvögeln (Psarocolius sp.). 
Rotkehlkarakaras sind bezüglich ihrer Ernährung hochspezialisiert. Hauptnahrung sind die Larven und Eier sozialer Wespen und – weniger bedeutend – Bienen, die ihre Nester freihängend in Bäumen errichten. Bei einer Untersuchung in Französisch-Guayana machten diese 74 % der Nahrung aus. Die meisten von Rotkehlkarakaras angegriffenen Nester haben einen Durchmesser von unter 20 cm, seltener werden weit größere Nester attackiert. Die Vögel reißen mit dem Schnabel Löcher in die Nester und stecken dann den Kopf hinein, um Wabenstücke herauszuziehen. Die Wespen und Bienen sind offenbar nicht in der Lage, die Vögel wirksam zu stechen und halten zu dem angreifenden Vogel Distanz. Es wird vermutet, dass Rotkehlkarakaras einen chemischen Repellent zur Abwehr von Wespen und Bienen abgeben.
Daneben werden auch Imagines von Wespen und Bienen, Schmetterlingsraupen, verschiedene andere Arthropoden, Schildkröteneier und verschiedene Früchte gefressen.

## Fortpflanzung
Viele Aspekte der Fortpflanzung sind bisher unbekannt. Die Balz besteht offenbar ausschließlich aus Rufen und Beuteübergaben, für andere Falkenartige typische Verhaltensweisen wie Kreisen über dem Brutplatz oder gemeinsame Flugspiele wurden bisher nicht beobachtet. Von den bisher gefundenen Nestern befand sich eines in Französisch-Guayana im dichten Urwald in 22 m Höhe in einem dicht berankten Baum, zwei weitere im Südosten Perus und im Südwesten Brasiliens vermutlich eher untypisch in einzeln stehenden Bäumen, davon eines in einer großen Baumhöhle.
Repräsentative Angaben zur Brutzeit und zur Häufigkeit von Bruten liegen bisher ebenfalls nicht vor. Vögel in Brutkondition wurden in Panama Ende Mai und in Kolumbien am 11. Juli gefunden. Das bisher einzige bekannte Gelege umfasste zwei oder drei Eier. Im Südwesten Brasiliens wurde ein Nest mit Nestlingen im Januar gefunden. Angaben zur Brutdauer, zur Anzahl der Nestlinge und zur Nestlingszeit gibt es bisher nicht. Die Nester werden von mehreren Mitgliedern des Trupps verteidigt und die Nestlinge werden auch von verschiedenen Mitgliedern des Trupps gefüttert. Jeweils einzelne flügge Jungvögel, die noch gefüttert wurden, sind in Französisch-Guayana im Oktober und im Amazonasgebiet Brasiliens im Januar beobachtet worden.
Die bisher einzige über einen längeren Zeitraum beobachtete Gruppe von Rotkehlkarakaras in Französisch-Guayana brütete in fünf Jahren nur zweimal erfolgreich.

## Bestand und Gefährdung
Das Verschwinden der Art aus fast ganz Mittelamerika ist in erster Linie auf die Zerstörung der Urwälder in diesem Bereich zurückzuführen. Die Art ist aber auch aus Bereichen verschwunden, in denen der Urwald unberührt blieb. Wahrscheinlich spielen beim Rückgang der Art daher auch die komplexe Sozialstruktur und die offenbar sehr geringe Reproduktion eine Rolle.
Gesicherte Angaben zur Größe des Weltbestandes gibt es nicht, Ferguson-Lees & Christie gehen von einem Gesamtbestand von mehreren 100.000 Vögeln aus. Die IUCN stuft die Art für das Jahr 2008 aufgrund des immer noch sehr großen Verbreitungsgebietes von etwa 8,1 Mio. km² als ungefährdet ("least concern") ein.